# Rio Tormenta
O rio Tormenta é um curso de água que banha o estado do Paraná. É afluente do rio Iguaçu.
Serve como limite do município de Três Barras do Paraná com Cascavel e Boa Vista da Aparecida.